# 碘丁烷
碘丁烷，化学式C
4H
9I，摩尔质量：183.975 g/mol，可能指：
- 1-碘丁烷（正丁基碘），CAS号：542-69-8
- 2-碘丁烷（仲丁基碘），CAS号：513-48-4
- 异丁基碘，CAS号：513-38-2
- 叔丁基碘，CAS号：558-17-8